# رولی کرامپ
رولند فارگو "رولی" کرامپ (انگلیسی: Roland Fargo "Rolly" Crump؛ ۲۷ فوریهٔ ۱۹۳۰ - ۱۲ مارس ۲۰۲۳) انیماتور و طراح آمریکایی بود که به‌ویژه برای فعالیتش در والت دیزنی ایمجرنرینگ مورد توجه قرار گرفت.

## زندگی و حرفه
کرامپ در آلهامبرا، کالیفرنیا به دنیا آمد و در سال ۱۹۵۲ به استودیوی والت دیزنی پیوست. او در ابتدا در زمینه طراحی کلیدهای میانی کار کرد و سپس به‌عنوان دستیار انیماتور در فیلم‌هایی از جمله پیتر پن، بانو و ولگرد، زیبای خفته و صد و یک سگ خالدار مشغول به فعالیت شد. در سال ۱۹۵۹ او به ود انترپرایزز (بعداً والت دیزنی ایمجرنرینگ) پیوست و طراح برخی از جاذبه‌ها و فروشگاه‌های دیزنی‌لند از جمله عمارت تسخیر شده، اتاق طلسم تیکی و سرزمین ماجراجویی بازار شد. او افزون بر کار خود در دیزنی، در اوایل و اواسط دهه ۱۹۶۰، طراح پوسترهای بدیع و طنزآمیز سایکدلیا بود. در نمایشگاه جهانی نیویورک در سال ۱۹۶۴ او مسئول طراحی بسیاری از جاذبه‌های دیزنی بود و در طرح‌های اولیه پادشاهی جادویی در والت دیزنی ورلد در فلوریدا نیز مشارکت داشت.
کرامپ در اوایل دهه هفتاد میلادی دیزنی را ترک کرد تا بر روی پروژه‌هایی خارج از آن فعالیت کند. در سال ۱۹۷۶ به دیزنی بازگشت و به آفرینش طرح‌های خلاقانه خود در دیزنی ادامه داد. او در سال ۱۹۹۶ از دیزنی بازنشسته شد و در سال ۲۰۱۲ زندگی‌نامه‌اش را منتشر کرد. کرامپ سرانجام در ۱۲ مارس ۲۰۲۳ در ۹۳ سالگی در خانه خود در کارلس‌بد، کالیفرنیا درگذشت.